# Charles de Calvière
Pour les articles homonymes, voir Calvière.
Charles-François-Marie-Anne-Joseph de Calvière est un homme politique français, né le 12 août 1810 à Avignon (Vaucluse) et mort le 29 octobre 1871 à Ostende (Belgique). 

## Biographie
Fils d'Emmanel de Calvière, Charles François Marie Anne Joseph de Calvière est propriétaire et membre du Jockey-club.
Il est élu député du Gard en 1852. Il est aussi conseiller général du canton d'Aigues-Mortes dans le même temps.

## Distinction
- Chevalier de l'Ordre national de la Légion d'honneur

## Sources
- « Charles de Calvière », dans Adolphe Robert et Gaston Cougny, Dictionnaire des parlementaires français, Edgar Bourloton, 1889-1891 [détail de l’édition] (lire en ligne)